# Ruwe berk
De ruwe berk (Betula pendula, synoniem: Betula verrucosa) is een boom uit de berkenfamilie (Betulaceae) die van nature voorkomt in de Benelux. De soort wordt ook wel 'zilverberk' genoemd.

## Geschiedenis en beschrijving
De ruwe berk en de zachte berk (Betula pubescens) zijn spontaan met elkaar gaan kruisen. Hierdoor zijn veel bomen hybriden en is het moeilijk om soortzuivere exemplaren te vinden. De ruwe berk komt het meeste voor en is in West-Europa te vinden. De boom wordt tot 20 m hoog. De oudere stambasis vertoont over het algemeen barsten. De twijgen zijn meestal overhangend. De bladeren worden 3–7 cm lang, eirond tot ruitvormig, spits en kaal. De katjes worden 2–4 cm lang, mannelijke hangen en vrouwelijke staan aan de twijgen. De berk kan het beste in de zomer of de herfst gesnoeid worden, omdat aan het eind van de winter tot aan het eind van het voorjaar de sapstromen op gang komen. Wanneer de berk wel in deze periode gesnoeid wordt kan deze fors gaan bloeden.

## Ecologie
In de duinen worden bladeren van de ruwe berk door het zilveren fluitje, een solitaire bij, gebruikt voor nestbouw.

### Plantengemeenschap
De ruwe berk is een kensoort voor de klasse van eiken- en beukenbossen op voedselarme grond (Quercetea robori-petraeae).

## Cultivars
- Betula pendula 'Carelica' (Kronkelberk)
- Betula pendula 'Dalecarlica'
- Betula pendula 'Elegans pendula'
- Betula pendula 'Fastigiata' (zuilberk) Sterk zuilvormige boom met gedraaide takken. Hij heeft normale bladeren die vrij laat afvallen en een witte bast.
- Betula pendula 'Gracilis'
- Betula pendula 'Laciniata'. Witte bast, ingesneden bladeren en twijgen die in bogen naar beneden hangen.
- Betula pendula 'Pendula'
- Betula pendula 'Tristis' (treurberk) Heeft een steeds doorgroeiende stam die in grote bogen doorhangt. Hij heeft een grote eivormige kroon en een witte bast.
- Betula pendula 'Youngii' (prieelberk) Het is een kleine boom met normale bladeren en een witte bast. Het is de meest hangende vorm en wordt steeds als geënte hoogstam in de handel gebracht.

## Afbeeldingen

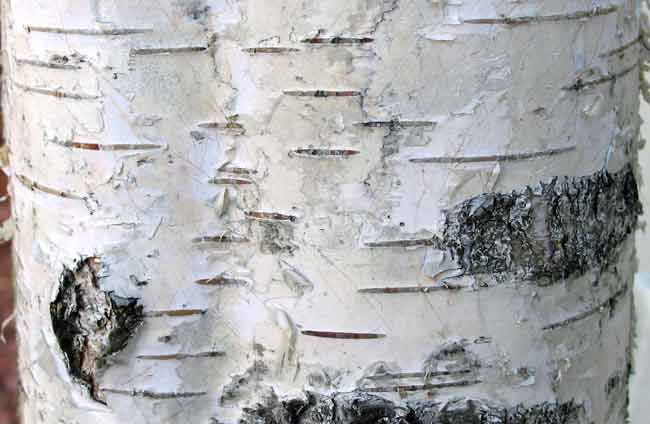
Bast
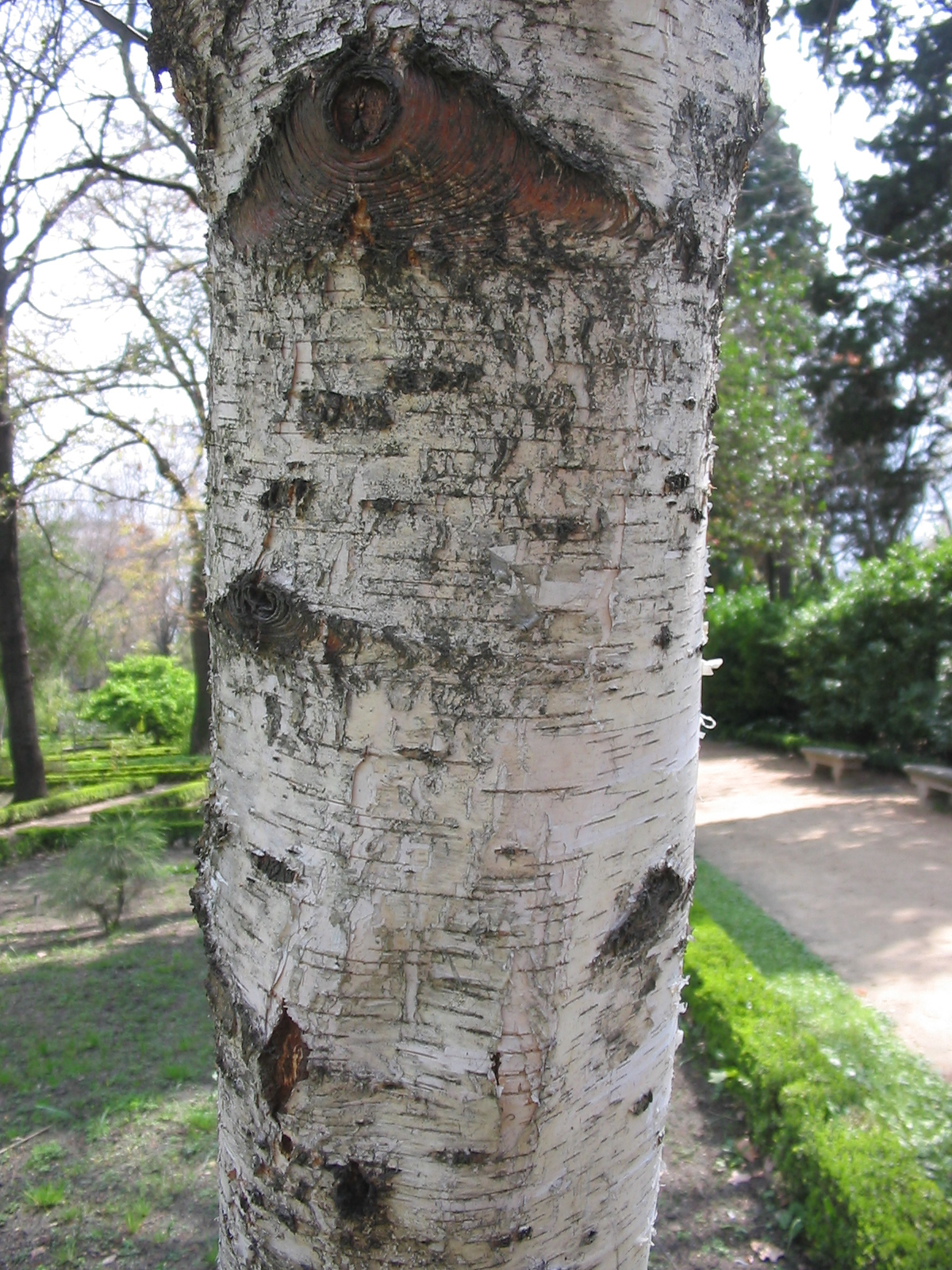
Bast van Betula pendula subsp. fontqueri
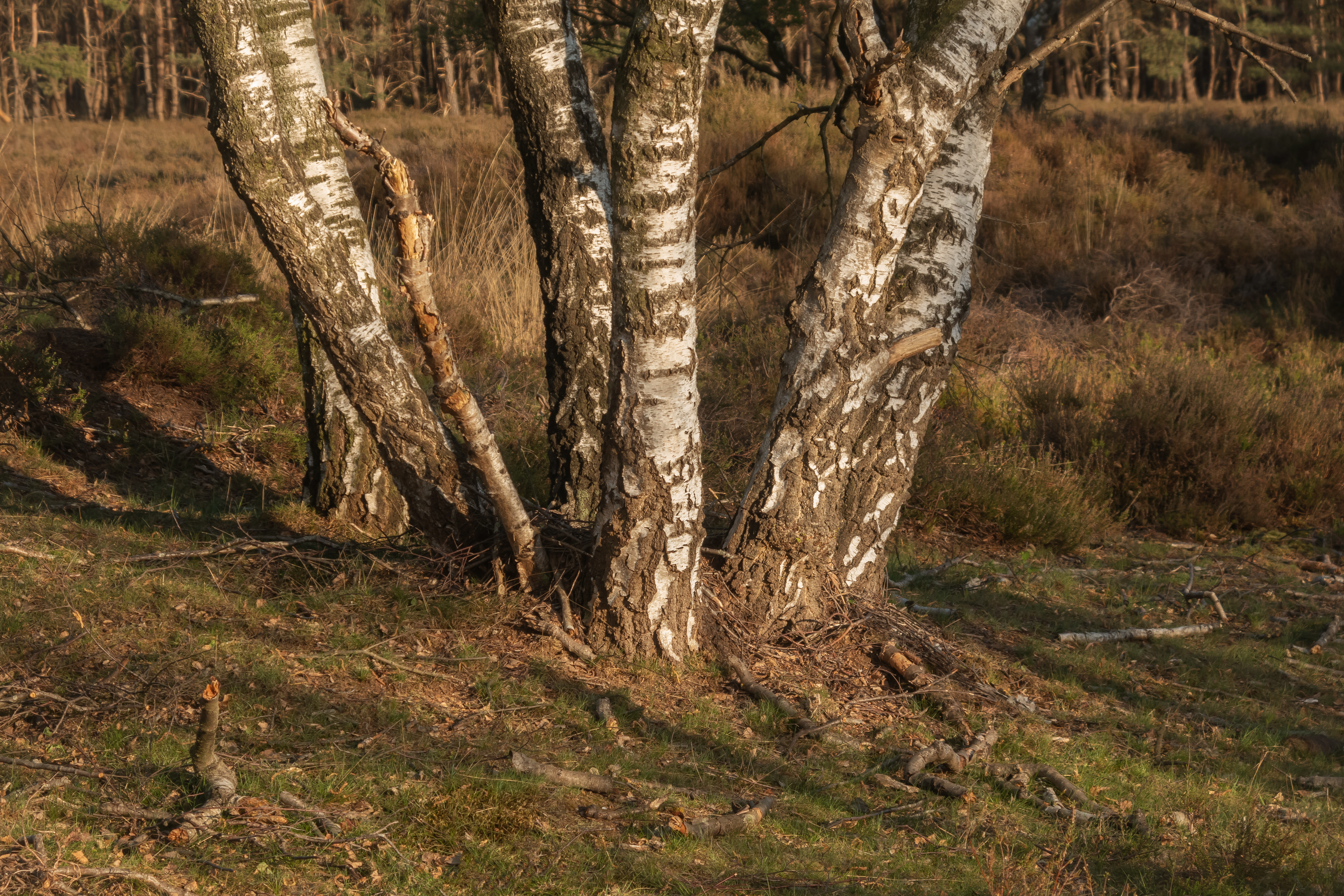
Onderste deel van de stam
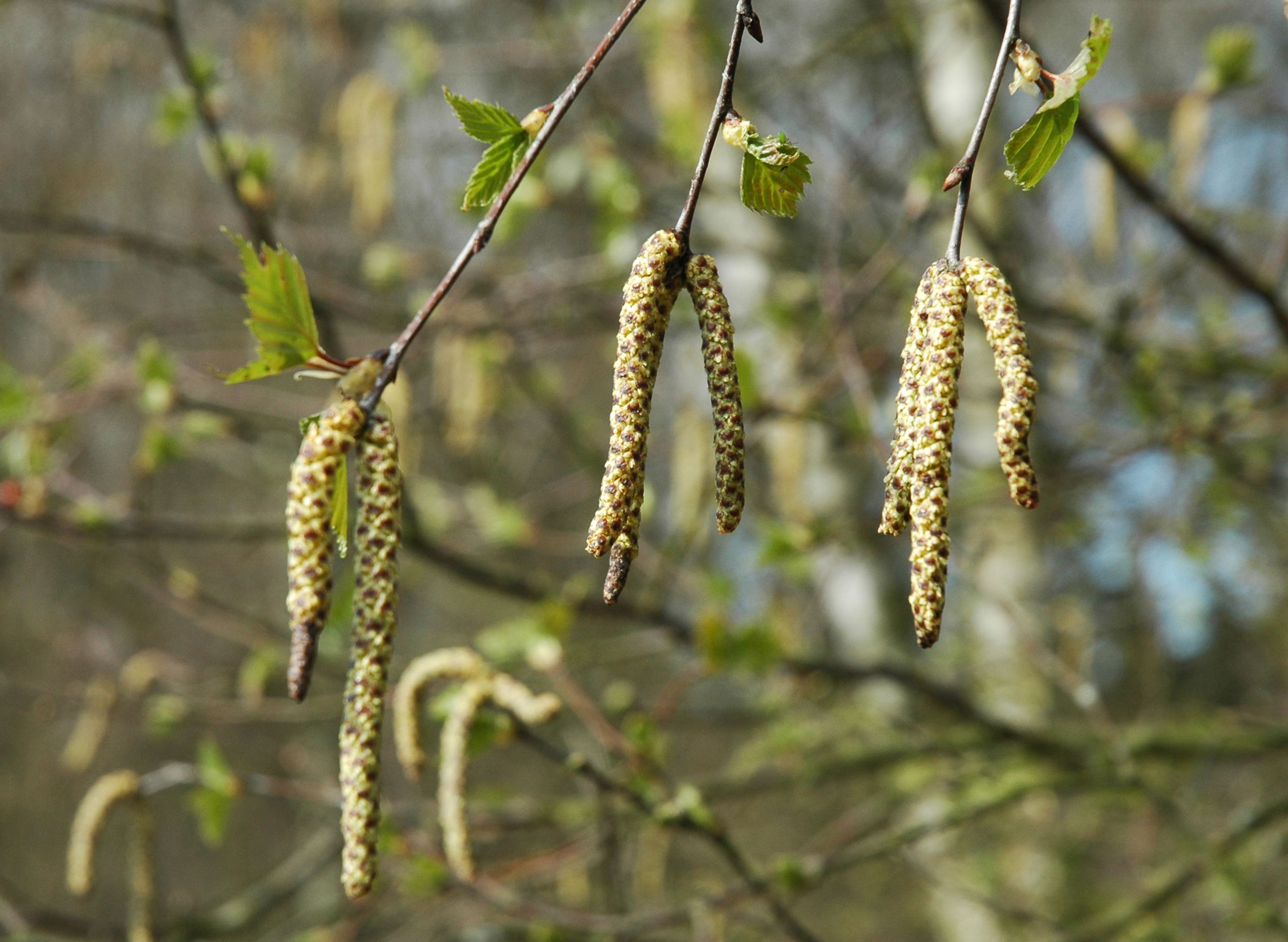
Mannelijke katjes hangen
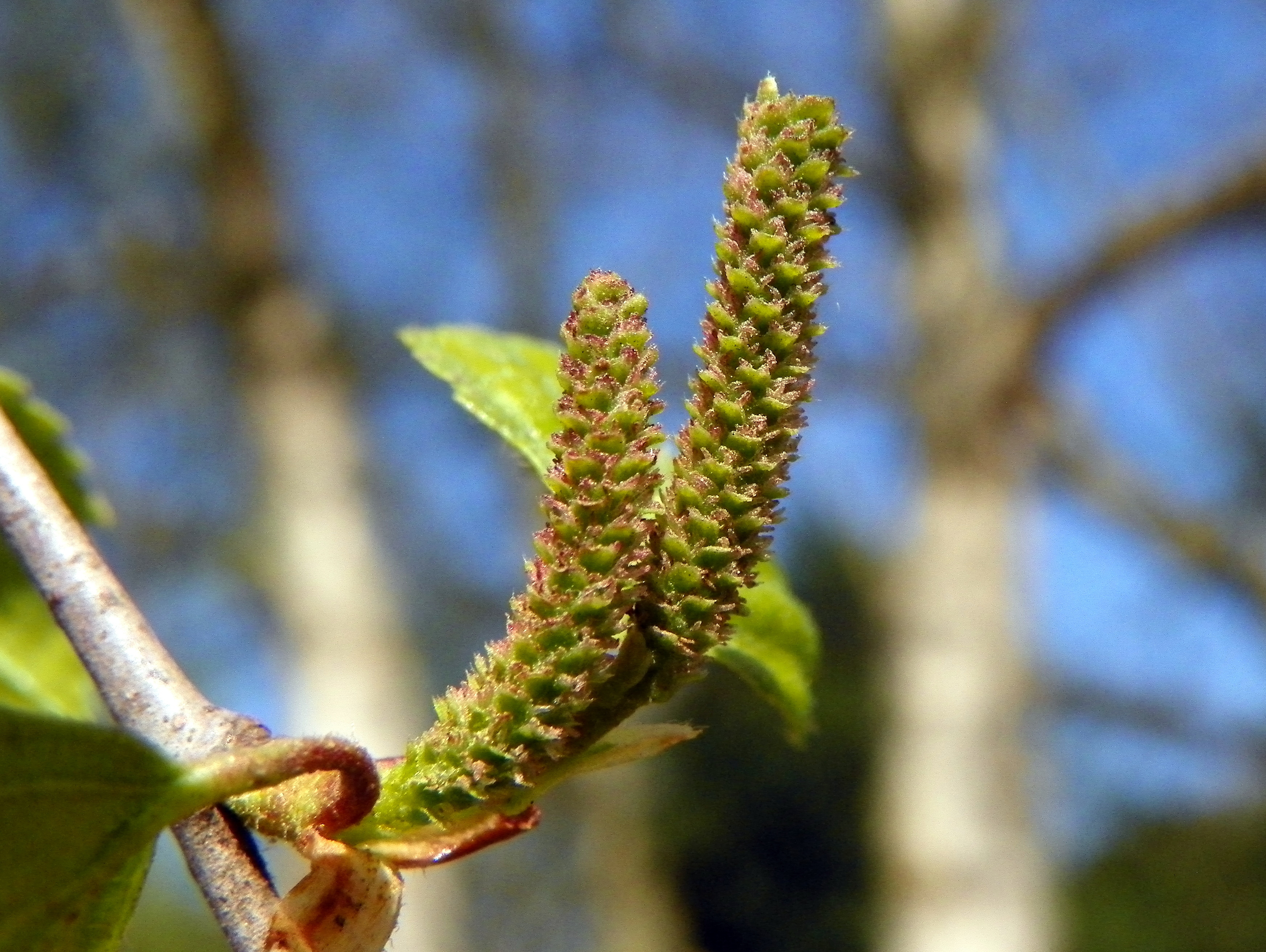
Vrouwelijke katjes staan